# Pressing - Lunedì
Pressing - Lunedì è stato un programma televisivo italiano di approfondimento calcistico e spin-off di Pressing, andato in onda in seconda serata su Italia 1 dal 15 agosto al 14 novembre 2022 con la conduzione di Dario Donato e Benedetta Radaelli.

## Il programma
Il programma è nato come spin-off del programma Pressing. È andato in onda dal 15 agosto al 14 novembre 2022 in seconda serata su Italia 1 con la conduzione di Dario Donato e Benedetta Radaelli dallo studio 6 del Centro di produzione Mediaset di Cologno Monzese, in sostituzione del programma Tiki Taka - La repubblica del pallone, andato sulle reti Mediaset andato in onda dal 16 settembre 2013 al 23 maggio 2022. Il programma si occupava di commentare il match del lunedì sera e anche delle anticipazioni riguardo alla partita della UEFA Champions League del martedì.

## Edizioni
| Edizione | Anno | Rete televisiva | Rete televisiva   | Conduzione   | Conduzione         | Periodo        | Periodo          | Puntate | Studio                                                        |
| Edizione | Anno | Rete televisiva | Rete televisiva   | Conduzione   | Conduzione         | Inizio         | Fine             | Puntate | Studio                                                        |
| -------- | ---- | --------------- | ----------------- | ------------ | ------------------ | -------------- | ---------------- | ------- | ------------------------------------------------------------- |
| 1ª       | 2022 | Italia 1        | Mediaset Infinity | Dario Donato | Benedetta Radaelli | 15 agosto 2022 | 14 novembre 2022 | 13      | Studio 7 del Centro di produzione Mediaset di Cologno Monzese |

## Programmazione
| Edizione | Rete televisiva | Anno | Stagione       | Orario      | Programmazione | Programmazione | Programmazione | Programmazione | Programmazione | Programmazione | Programmazione | Collocazione   |
| Edizione | Rete televisiva | Anno | Stagione       | Orario      | L              | M              | M              | G              | V              | S              | D              | Collocazione   |
| -------- | --------------- | ---- | -------------- | ----------- | -------------- | -------------- | -------------- | -------------- | -------------- | -------------- | -------------- | -------------- |
| 1ª       | Italia 1        | 2022 | estate-autunno | 23:40-01:30 |                |                |                |                |                |                |                | Seconda serata |

## Ospiti ricorrenti
Tra gli ospiti di Pressing - Lunedì: Fabrizio Ravanelli, Ciccio Graziani, Ivan Zazzaroni, Massimo Mauro, Francesco Oppini, Ciccio Valenti, Mauro Suma, Raffaele Auriemma, Giuseppe Cruciani, Carlo Pellegatti, Alessandro Altobelli, Christian Panucci, Evelina Christillin, Franco Ordine, Luciano Mondellini, Giovanni Cobolli Gigli, Stefano Sorrentino e Mauro Bergonzi alla moviola.

## Vallette
- 2022: Marialuisa Jacobelli